# Gnaeus Pedanius Fuscus Salinator (Konsul 118)
Gnaeus Pedanius Fuscus Salinator war ein römischer Politiker und Senator.
Fuscus stammte aus Barcino in der Hispania Tarraconensis. Sein gleichnamiger Vater war um das Jahr 84 Suffektkonsul. Fuscus heiratete die Tochter des Lucius Iulius Ursus Servianus, Iulia Paulina. Seine Schwiegermutter Domitia Paulina war die Schwester des Kaisers Hadrian. Um die Redekunst zu erlernen, schloss sich Fuscus Plinius dem Jüngeren an. Im Jahr 118 wurde Fuscus zusammen mit Hadrian ordentlicher Konsul. Sein Todesdatum ist unbekannt. Es wird vermutet, dass er vor dem 138 verstorbenen Hadrian starb.
Fuscus’ Sohn aus seiner Ehe mit Iulia Paulina, Gnaeus Pedanius Fuscus Salinator, wurde verdächtigt, gemeinsam mit seinem Großvater Servianus den designierten Nachfolger Kaiser Hadrians, Lucius Aelius Caesar, ausschalten zu wollen. Angeblich strebte der jüngere Fuscus selbst die Kaiserwürde an. Er wurde daraufhin zusammen mit Servianus hingerichtet. 